# نبيلة تابيا
نبيلة تابيا هي عارضة دومينيكانية، ولدت في 16 أكتوبر 1992 في سانتو دومينغو في جمهورية الدومينيكان.